# 林祖乙
林祖乙（1931年—），男，福建泉州人，中华人民共和国政治人物，曾任中华人民共和国交通部副部长，中国航海学会理事长。